# فیصل بن فرحان آل سعود
فیصل بن فرحان بن عبدالله آل سعود (زادهٔ ۱ نوامبر ۱۹۷۴) شاهزاده دورگه (عرب-آلمانی)، سیاستمدار، کارشناس تسلیحات و وزیر امور خارجه عربستان است. وی پیش‌تر سفیر عربستان در آلمان بود و قبل از آن مشاور سیاسی سفارت عربستان در واشینگتن بود.

## زندگی و حرفه سیاسی

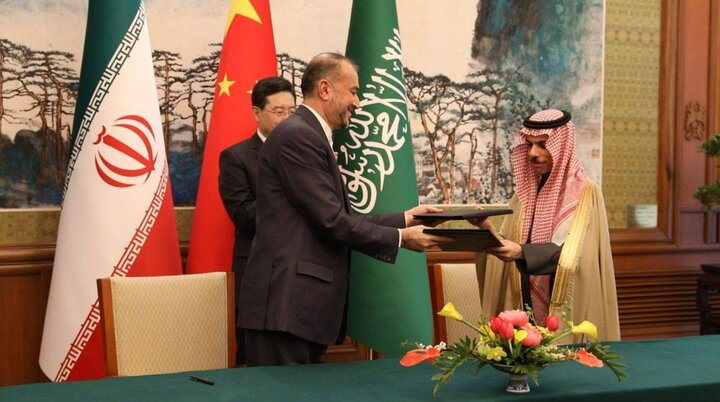
دیدار بن فرحان با حسین امیرعبدالهیان وزیر خارجه ایران پس از ازسرگیری روابط

شاهزاده فیصل فرزند شاهزاده فرحان بن عبدالله آل سعود در ۱ نوامبر ۱۹۷۴ در آلمان غربی از مادر آلمانی به دنیا آمد و در ایالات متحده تحصیل کرد. او از سال ۲۰۱۷ تا ۲۰۱۹ به عنوان مشاور در سفارت عربستان سعودی در آمریکا خدمت کرد.
فیصل در شرکت‌های سعودی و بین‌المللی، عمدتاً در بخش هوافضا و تسلیحات، سمت‌های بلندپایه‌ای داشت. او حداقل تا زمان انتصابش به عنوان سفیر در آلمان، مدیر شرکت صنایع نظامی عربستان سعودی (SAMI) بود. وی سپس به‌عنوان سفیر عربستان در آمریکا مشغول به کار شد.
او به عنوان کارشناس صنایع دفاعی، ریاست یک سرمایه‌گذاری مشترک آمریکا و عربستان را با شرکت بوئینگ بر عهده داشت. شاهزاده فیصل همچنین به عنوان مشاور دربار سلطنتی عربستان سعودی خدمت می‌کرد.
در نوامبر ۲۰۱۷، عربستان در اعتراض به اظهارات زیگمار گابریل، وزیر امور خارجه آلمان در آن زمان، سفیر وقت خود در آلمان، خالد بن بندر بن سلطان آل سعود را از آلمان خارج کرد. جبرئیل به وضوح از نفوذ فعال پادشاهی بر صورت فلکی قدرت سیاسی در لبنان انتقاد کرده بود. پس از نزدیک به یک سال بحران دیپلماتیک و خالی بودن پست سفیر، عربستان سعودی سفیر خود را به برلین بازگرداند، اما فیصل بن فرحان در ۲۷ مارس ۲۰۱۹ جایگزین وی شد. فیصل رابطه خوبی با ولیعهد قدرتمند پادشاهی، محمد بن سلمان دارد.
وی در ۲۳ اکتبر ۲۰۱۹ به عنوان وزیر امور خارجه عربستان سعودی منصوب شد.
فیصل بن فرحان، ۲۷ خرداد ۱۴۰۲ در سفری تاریخی و بعد از ۱۷ سال از سفر یک وزیر امورخارجه سعودی، به تهران سفر کرد. او در این سفر حامل پیام ملک سلمان بن عبدالعزیز و محمد بن سلمان ولیعهد عربستان سعودی است. او در این سفر با حسین امیرعبدالهیان وزیر امورخارجه جمهوری اسلامی ایران و سید ابراهیم رییسی ریاست جمهوری ایران دیدار و گفتگو کرد.

## مناصب و سوابق
- ۱۹۹۶ تا ۱۹۹۸: نایب رئیس هیئت مدیره شرکت بهره‌برداری و نگهداری عربستان
- ۲۰۰۱ تا ۲۰۱۳: نماینده بوئینگ در هیئت مدیره صنایع فضایی السلام به عنوان نایب رئیس و سپس رئیس هیئت مدیره
- ۲۰۰۳ تا ۲۰۱۷: بنیان‌گذار و رئیس شرکت سرمایه‌گذاری شمال عربستان
- ۲۰۱۷: مشاور دفتر ولیعهد تا زمان انتصاب وی به عنوان مشاور در وزارت امور خارجه
- ۲۰۱۷ تا به امروز: عضو هیئت مدیره شرکت صنایع نظامی سعودی
- ۲۰۱۸ تا ۲۰۱۹: مشاور عالی، سفارت پادشاهی در واشینگتن
- ۲۰۱۹: سفیر عربستان سعودی در جمهوری فدرال آلمان
- ۲۰۱۹ تا به امروز: وزیر امور خارجهٔ در عربستان سعودی